# Joseph Carr
Joseph Carr   (Ghana), conegut com a Joe Carr, és un exfutbolista ghanès de la dècada de 1980.
Fou internacional amb la selecció de futbol de Ghana.
Pel que fa a clubs, destacà a Asante Kotoko.